# Franco Croci
Franco Croci (25. června 1930, Milán – 28. července 2021, Řím) byl italský římskokatolický kněz a od roku 1999 titulární biskup, činný v Římské kurii.

## Život
Po studiích v Římě (1957–1961) přijal kněžské svěcení, následovala doktorská studia v Římě a Miláně. Od roku 1966 byl vicerektorem Almo Collegio Capranica v Římě, v roce 1970 se stal ekonomem Papežské církevní akademie a zároveň začal působit na vatikánském Státním sekretariátu. V letech 1999–2007 byl sekretářem Prefektury ekonomických záležitostí Apoštolského stolce, roku 1999 přijal biskupské svěcení. Po rezignaci na funkci sekretáře v roce 2007 působil až do roku 2010 jako viceprezident Pracovního úřadu Apoštolského stolce.